# Idrissa Gueye
Idrissa Gana Gueye (Dacar, 26 de setembro de 1989) é um futebolista senegalês que atua como volante. Atualmente joga no Everton.

## Carreira
Gueye representou a Seleção Senegalesa no Campeonato Africano das Nações de 2015, 2017, 2019, 2021 e 2023, além de ter disputado as Copas do Mundo de 2018 e 2022.

## Títulos
Lille
- Ligue 1: 2010–11
- Copa da França: 2010–11

Paris Saint-Germain
- Supercopa da França: 2019 e 2022
- Ligue 1: 2019–20 e 2021–22
- Copa da Liga Francesa: 2019–20
- Copa da França: 2019–20 e 2020–21

Senegal
- Campeonato Africano das Nações: 2021